# Hua (cognom)
Hua és una transliteració comuna per a alguns cognoms xinesos, dels quals els més comuns són (xinès tradicional: 華, xinès simplificat: 华, pinyin: Huà) i (xinès tradicional: 花, xinès simplificat: 花, pinyin: Huā). "華" literalment significa "prosper" i és usat com una referència al poble xinès. D'altra banda, "花" literalment significa "flor".
Persones prominents amb el cognom Hua (华 / 華)
- Hua Gang
- Hua Jianmin
- Hua Luogeng, un matemàtic xinès
- Hua Guofeng, un polític xinès, nascut com Su Zhu.
- Hua Sui
- Hua Yanjun, un músic xinès (1893-1950), també conegut com a "Abing".

Persones prominents amb el cognom Hua (花)
- Hua Mulan
- Hua Rong